# Federico Dionisi
Federico Dionisi (Rieti, Italia, 16 de junio de 1987) es un futbolista italiano que juega como delantero en el Ternana Calcio de la Serie B de Italia.

## Trayectoria
Dionisi inicio en el equipo amateur el Monterotondo. También pasó una temporada en el equipo juvenil de Messina. Nacido en Lazio, se trasladó a Roma, que es la capital tanto de Lazio como de Italia, para Cisco Roma de la Serie C2. En enero de 2007, se fue a Abruzzo para jugar con Celano. Jugó 15 partidos de liga en su primera temporada profesional, incluido uno en playoffs.

### Livorno
El 2 de enero de 2009, Dionisi acordó unirse a Livorno después de algunas buenas actuaciones con Celano y Monterotondo. Fue presentado por Livorno el 2 de julio con otros jugadores de Livorno, Francesco Di Bella y Cristian Raimondi. Marcó su primer gol oficial con el Livorno el 14 de agosto contra el Torino en la Copa Italia. Livorno ganó el partido por 2-0.
En septiembre de 2013 firmó con el Olhanense en condición de préstamo por un año.

### Frosinone
El 28 de julio de 2014 firmó de forma permanente con el Frosinone Calcio. Ayudó a Frosinone a ascender a la Serie A para la temporada 2015-16. Marcó su primer gol en la Serie A el 28 de septiembre de 2015 en el minuto 58 y luego anotó un segundo en el minuto 71 en la victoria por 2-0 en casa contra el Empoli.

## Clubes
| Club                     | País     | Año       | Part. | Goles |
| ------------------------ | -------- | --------- | ----- | ----- |
| Monterotondo Lupa        | Italia   | 2003-2006 | 42    | 17    |
| Cisco Roma               | Italia   | 2006-2007 | 10    | 0     |
| Celano                   | Italia   | 2007-2009 | 74    | 28    |
| U. S. Salernitana 1919   | Italia   | 2010      | 18    | 10    |
| A. S. Livorno Calcio     | Italia   | 2010-2013 | 121   | 42    |
| S. C. Olhanense (cesión) | Portugal | 2013-2014 | 27    | 8     |
| Frosinone Calcio         | Italia   | 2014-2021 | 199   | 63    |
| Ascoli Calcio 1898 FC    | Italia   | 2021-2023 |       |       |
| Ternana Calcio           | Italia   | 2023-     |       |       |
| Total                    | Total    | Total     | 491   | 168   |